# Diplocloster modestus
Diplocloster modestus es una especie de bacteria del género Diplocloster. Fue descrita en el año 2022. Su etimología hace referencia a moderado. Se tiñe gramnegativa, aunque posiblemente tenga estructura de grampositiva como otras especies de la misma familia. Es formadora de esporas, inmóvil. Tiene un tamaño de 0,8-0,9 μm de ancho por 2,0-4,2 μm de largo. Catalasa y oxidasa negativas. Temperatura de crecimiento entre 32-42 °C, óptima de 32-37 °C. Se ha aislado de heces humanas. 